# Eugen Rosenstock-Huessy
Eugen Rosenstock-Huessy o Eugen Rosenstock (Berlín, 6 de julio de 1888- Berlín, 24 de febrero de 1973) fue un filósofo social y filósofo de la historia alemán, cuyo trabajo abarcó las disciplinas de historia, teología, sociología, lingüística y otras.
Descendiente de judíos no practicantes, hijo de un próspero banquero, se convirtió al cristianismo en su adolescencia, y, posteriormente, la interpretación y reinterpretación del cristianismo fue un tema recurrente en sus escritos. Conoció y se casó con Margrit Hüssy en 1914. En 1925, la pareja unió legalmente sus apellidos nombres: Rosenstock-Huessy. Tuvieron un hijo, Hans, nacido en 1921.

## Obra

### En inglés
- Rosenstock-Huessy, Eugen (1935), «The Predicament of History», Journal of Philosophy (Journal of Philosophy, Inc.) 32 (4): 93-100, JSTOR 2016606, doi:10.2307/2016606, archivado desde el original el 30 de noviembre de 2007, consultado el 29 de octubre de 2011..
- Rosenstock-Huessy, Eugen; Rosenzweig, Franz (1935, 2011), Judaism Despite Christianity: The Wartime Correspondence Between Eugen Rosenstock-Huessy and Franz Rosenzweig, Chicago: University of Chicago Press, ISBN 978-0-226-72801-8..
- Rosenstock-Huessy, Eugen (1973), Multiformity of Man, Norwich, Vermont: Argo Books, ISBN 0912148-06-3, archivado desde el original el 26 de diciembre de 2007, consultado el 29 de octubre de 2011..
- Rosenstock-Huessy, Eugen (1978), The Fruit of Lips, or, Why Four Gospels?, Pittsburgh: The Pickwick Press, archivado desde el original el 30 de noviembre de 2007, consultado el 29 de octubre de 2011..
- Rosenstock-Huessy, Eugen; translation: Mark Huessy and Freya von Moltke (1978), Planetary Service. A Way into the Third Millennium, Norwich, Vermont: Argo Books, archivado desde el original el 30 de noviembre de 2007, consultado el 29 de octubre de 2011..
- Rosenstock-Huessy, Eugen (1981), The Origin of Speech, Norwich, Vermont: Argo Books, ISBN 0912148-13-6, archivado desde el original el 26 de diciembre de 2007, consultado el 29 de octubre de 2011..
- Rosenstock-Huessy, Eugen; Translation: Mark Huessy and Freya von Moltke (1988), Practical Knowledge of the Soul, Norwich, Vermont: Argo Books, archivado desde el original el 30 de noviembre de 2007, consultado el 29 de octubre de 2011..
- Rosenstock-Huessy, Eugen (1993), Out of Revolution: Autobiography of Western Man (2 edición), Providence and Oxford: Berg Publishers, Inc., ISBN 0912148-05-5, archivado desde el original el 26 de diciembre de 2007, consultado el 29 de octubre de 2011..

### En alemán
- Rosenstock-Huessy, Eugen (1910), Herzogsgewalt und Friedensschutz, Breslau: M & H Marcus..
- Rosenstock-Huessy, Eugen (1916), Angewandte Seelenkunde, Darmstadt: Röther-Verlag..
- Rosenstock-Huessy, Eugen (1916), Briefwechsel mit Franz Rosenzweig, Berlin: Schocken-Verlag..
- Rosenstock-Huessy, Eugen (1920), Die Tochter, Mössingen-Talheim: Talheimer-Verlag..
- Rosenstock-Huessy, Eugen (1922), Werkstattaussiedlung—Untersuchungen über den Lebensraum des Industriearbeiters, Berlin: Julius Springer Verlag, ISBN 3-87067-629-9..
- Rosenstock-Huessy, Eugen (1926-30), Die Kreatur—Eine Zeitschrift, Berlin: Verlag Lambert-Schneider..
- Rosenstock-Huessy, Eugen (1937), Magna Carta Latina, Pittsburgh: The Pickwick Press..
- Rosenstock-Huessy, Eugen (1951), Der Atem des Geistes, Frankfurt am Main: Verlag der Frankfurter Hefte..
- Rosenstock-Huessy, Eugen (1957), Frankreich – Deutschland. Mythos oder Anrede?, Berlin: Käthe-Vogt-Verlag..
- Rosenstock-Huessy, Eugen (1957), Zurück in das Wagnis der Sprache, Berlin: Käthe-Vogt-Verlag..
- Rosenstock-Huessy, Eugen (1958), Das Geheimnis der Universität, Stuttgart: W.-Kohlhammer-Verlag..
- Rosenstock-Huessy, Eugen (1958), Die Gesetze der Christlichen Zeitrechnung, Münster: Agenda-Verlag..
- Richter, Christoph (2007), Im Kreuz der Wirklichkeit—Die Soziologie der Räume und Zeiten von Eugen Rosenstock-Huessy, Reihe 22: Soziologie   Vol. 418 (Europäische Hochschulschriften edición), Frankfurt am Main, Berlin, Bern, Bruxelles, New York, Oxford, Wien: Peter Lang, ISBN 978-3-631-55773-0..
- Rosenstock, Eugen (1925), Soziologie I. Die Kräfte der Gemeinschaft, Berlin and Leipzig: Walter de Gruyter & Co., archivado desde el original el 30 de noviembre de 2007, consultado el 29 de octubre de 2011..
- Picht, Werner; Rosenstock, Eugen (1926), «Im Kampf um die Erwachsenenbildung, 1912-1926»,  en von Erdberg, Robert, ed., Schriften für Erwachsenenbildung. Im Auftrag der Deutschen Schule für Volksforschung und Volksbildung, Bd. 1, Leipzig: Verlag Quelle und Meyer, archivado desde el original el 30 de noviembre de 2007, consultado el 29 de octubre de 2011..
- Rosenstock, Eugen (1926), Lebensarbeit in der Industrie und Aufgaben einer europäischen Arbeitsfront, Berlin: Julius Springer, archivado desde el original el 30 de noviembre de 2007, consultado el 29 de octubre de 2011..
- Rosenstock, Eugen (1926), Religio Depopulata. Zu Joseph Wittigs Ächtung, Berlin: Verlag Lambert Schneider, archivado desde el original el 30 de noviembre de 2007, consultado el 29 de octubre de 2011..
- Rosenstock, Eugen (1926), Vom Industrierecht. Rechtssystematische Fragen. Festgabe für Xaver Gretener, Berlin: H. Sack, archivado desde el original el 30 de noviembre de 2007, consultado el 29 de octubre de 2011..
- Rosenstock, Eugen (1927), «Die Deutsche Schule für Volksforschung und  Erwachsenenbildung. Das erste Jahr»,  en Theodor Bäuerle, Robert von Erdberg, Wilhelm Flitner, Walter Hoffmann, Eugen Rosenstock, ed., Hohenrodter Bund, Stuttgart: Verlag Silberburg GmbH, archivado desde el original el 30 de noviembre de 2007, consultado el 29 de octubre de 2011..
- Rosenstock, Eugen; Wittig, Joseph (1928), Das Alter der Kirche. Kapitel und Akten .3 vols., Berlin: Verlag Lambert Schneider, archivado desde el original el 30 de noviembre de 2007, consultado el 29 de octubre de 2011.
- Rosenstock, Eugen (1929), Politische Reden--Vierklang aus Volk, Gesellschaft, Staat und Kirche, Berlin: Verlag  Lambert Schneider, archivado desde el original el 30 de noviembre de 2007, consultado el 29 de octubre de 2011..
- Rosenstock-Huessy, Eugen (1952), Heilkraft und Wahrheit. Konkordanz der  politischen und der kosmischen Zeit, Stuttgart: Evangelisches Verlagswerk GmbH, archivado desde el original el 30 de noviembre de 2007, consultado el 29 de octubre de 2011..
- Rosenstock-Huessy, Eugen (1965), Dienst auf dem Planeten--Kurzweil und Langeweile im dritten Jahrtausend, Stuttgart, Berlin, Köln, Mainz: W. Kohlhammer Verlag, GmbH, archivado desde el original el 30 de noviembre de 2007, consultado el 29 de octubre de 2011..